# Glarentza
Die mittelalterliche Stadt Glarentza (griechisch Γλαρέντζα (f. sg.)) im äußersten Westen der Peloponnes lag nahe dem heutigen griechischen Hafenstädtchen Kyllini. Im Mittelalter auch unter den Bezeichnungen Clarence, Clarenza, Clarentza oder Chiarenza bekannt, war Glarentza das wirtschaftliche und städtische Zentrum des Fürstentums Achaia.

## Lage

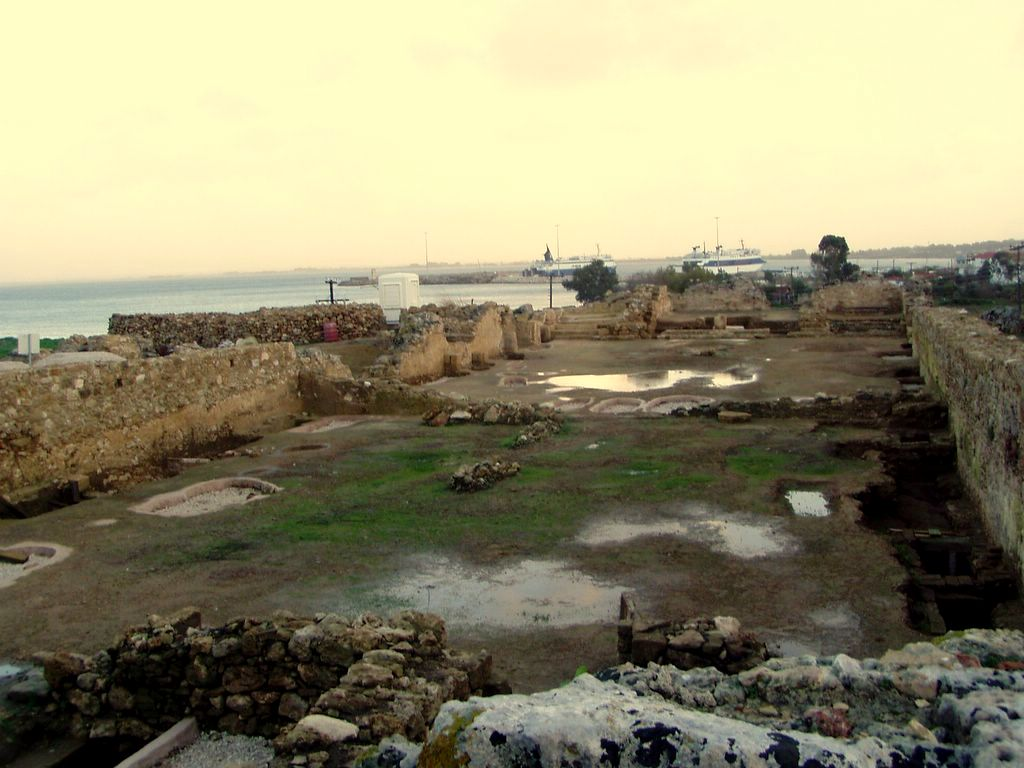
Grundmauern der gotischen Kathedrale

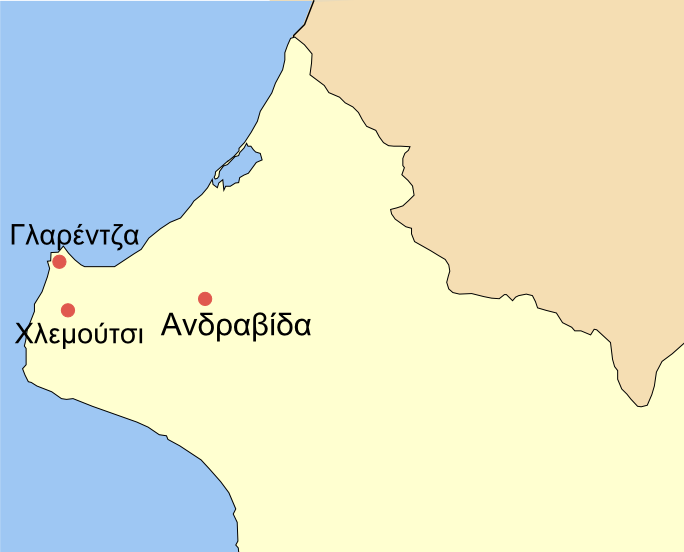
Γλαρέντζα = Glarentza
Χλεμούτσι = Chlemoutsi
Ανδραβίδα = Andravida

Die Überreste der mittelalterlichen Stadt Glarentza liegen weniger als einen Kilometer nordwestlich des Fährhafens von Kyllini auf dem gleichnamigen Kap. Das leicht erhöhte Gelände beim Kap Kyllini (Ακρωτήρι Κυλλήνης) ist nach Norden und Osten leicht abfallend, eine niedrige Steilküste begrenzt die Anlage im Westen zum Meer. Hier befand sich eine kleine Festung. Landseitig war die Anlage von einer Mauer mit Graben umgeben. Auf dem als Paleokastro (Παλαιόκαστρο ‚Alte Burg‘) bezeichneten Gebiet nimmt Glarentza eine Fläche von etwa 450 × 350 Meter ein. Das heute verlandete Sumpfgebiet im nördlich angrenzenden Gebiet Arsanas war die ehemalige Hafenbucht. 

## Geschichte
Die Stadt Glarentza wurde im 13. Jahrhundert durch die Kreuzritter an der Stelle des antiken Kyllene  gegründet und blieb bis ins 15. Jahrhundert die bedeutendste Hafenstadt des Fürstentums Achaia und der Morea. Von hier aus wurde ein lebendiger Handel mit den italienischen Städten geführt.
Ihren Namen erhielt die Stadt von dem lateinischen Wort „Clarentia“, der Glanz. 
Im 13. Jahrhundert hatte die Stadt das Recht eigene Münzen zu schlagen, die ein begehrtes Zahlungsmittel auf den europäischen Finanzmärkten waren. Im 14. Jahrhundert trug Glarentza den Beinamen „la Superbe“ und war eine Besitzung des neapolitanischen Königshauses Anjou. Als Zwischenstation auf den Seefahrtsrouten nach Osten wurde Glarentza von zahlreichen genuesischen und venezianischen Schiffen angelaufen. Große europäische Banken richteten hier ihre Kontore ein, darunter die berühmten Acciaioli. 
Um 1428 wurde die Stadt von  Theodoros II. dem Despoten von  Morea und seinen Brüdern erobert. Glarentza wurde byzantinisch, verlor jedoch seine Bedeutung an Mystras und geriet in Verfall.
Der Titel Duke of Clarence, der im englischen Königshaus meist jüngeren Prinzen – z. B. Lionel of Antwerp, 1. Duke of Clarence, dem dritten Sohn König Eduards III. – verliehen wurde, wurde von Glarentza abgeleitet.